# Mediaster sladeni
Mediaster sladeni är en sjöstjärneart som beskrevs av Benham 1909. Mediaster sladeni ingår i släktet Mediaster och familjen ledsjöstjärnor. Inga underarter finns listade i Catalogue of Life.